# Kirchheimer Kunstweg
Der Kirchheimer Kunstweg ist ein Skulpturenweg in Kirchheim unter Teck in Baden-Württemberg.

## Entstehung
Der Skulpturenweg Kirchheimer Kunstweg – Moderner Kunst auf der Spur ist 2004 durch eine Initiative der Werkgruppe Attraktive Kernstadt entstanden. Er verbindet verschiedene Elemente der Stadt. Beginnend in einer Wohnstraße durchquert er den historischen Kernbereich; über Plätze, Brunnen, Park- oder Grünflächen, führt er vorbei an der gotischen Kirche, dem Fachwerk-Rathaus und am Renaissance-Schloss zu einem nahen Einkaufszentrum, der Stadthalle, zum Krankenhaus und endet bei der Schule eines Vororts.
Erklärtes Ziel des Kirchheimer Kunstwegs ist es, die zeitgenössischen Skulpturen deutscher und internationaler Bildhauer ins Bewusstsein zu rücken.

## Werke des Skulpturenwegs
- David Lee Thompson: Bell Hop (1982)
- Reinhard Scherer: Figur in Aktion (1979)
- Lutz Ackermann: Schichtungen (1989)
- Pinuccio Sciola: Sciolastein (1979)
- André Bucher: Atlas (1981)
- André Bucher: Brunnen am Postplatz (1985)
- Gerhard Dreher: Glasbild (1978)
- Adam Lude Döring: Wandbild (1978/79)
- Helmut Stromsky: Komposition für Licht und Wind (1987)
- Josef Nadj: Passage (1999)
- Reinhard Scherer: Bewegtes Gefüge (1989)
- Rotraud Hofmann: Stufenstele (1990)
- K. H. Türk: Wie ein Altar (1992)
- André Bucher: Gegenüberstellung (1985)
- André Bucher: Gegensätze (1985)
- Frank Teufel: Begegnung (2005)

## Fotos (Auswahl)

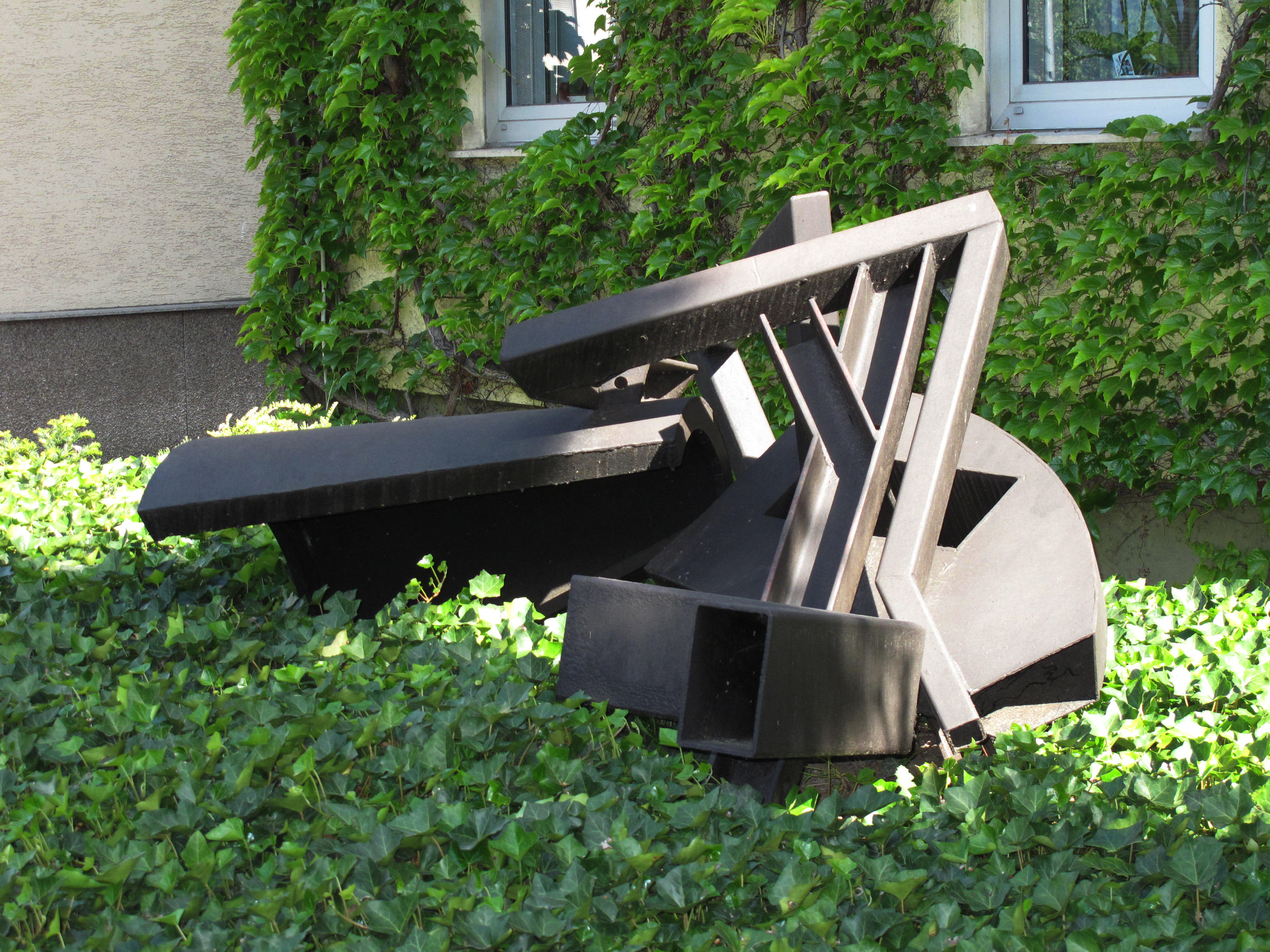
Bell Hop, 1982
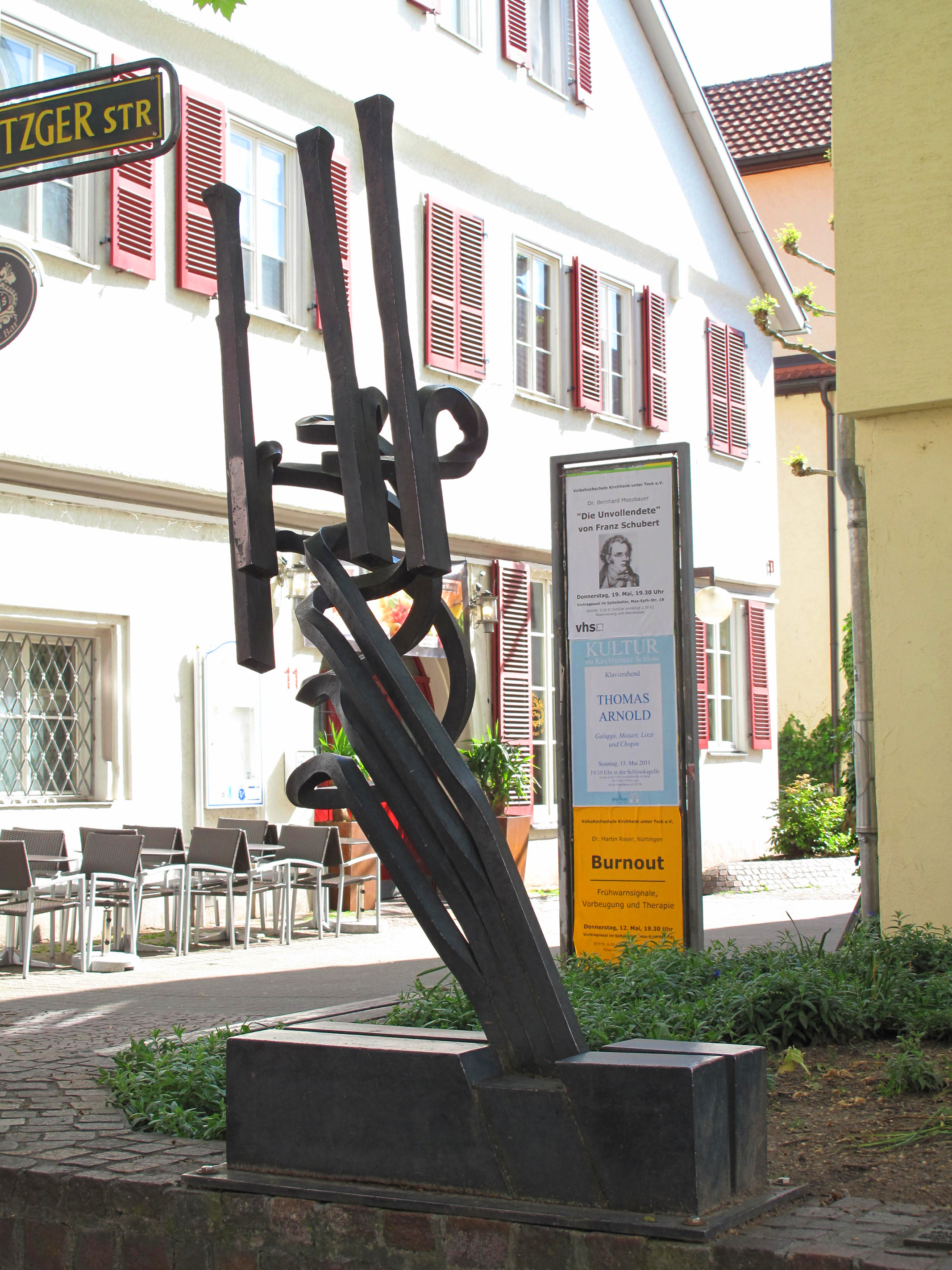
Figur in Aktion, 1979
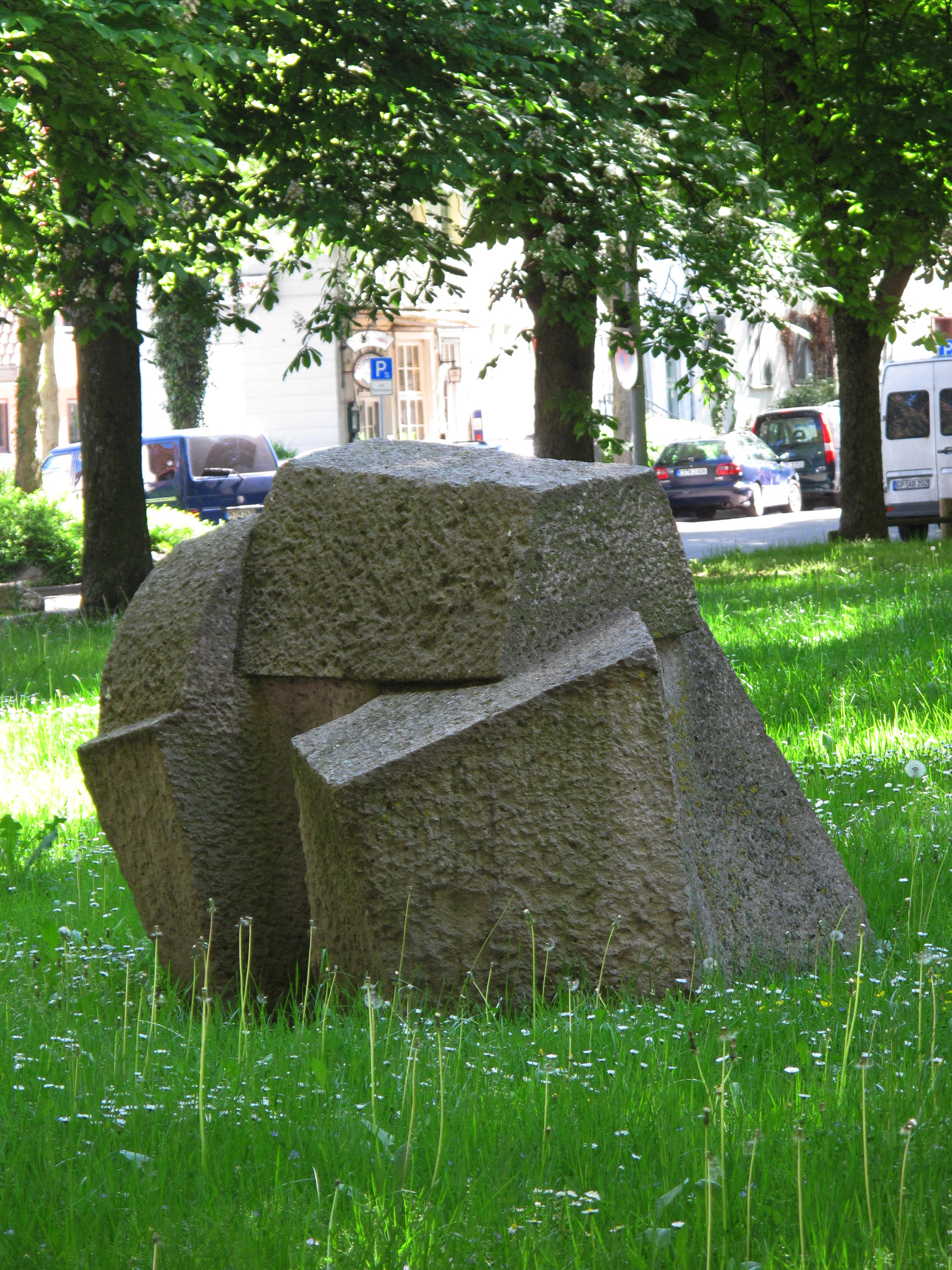
Sciolastein, 1979
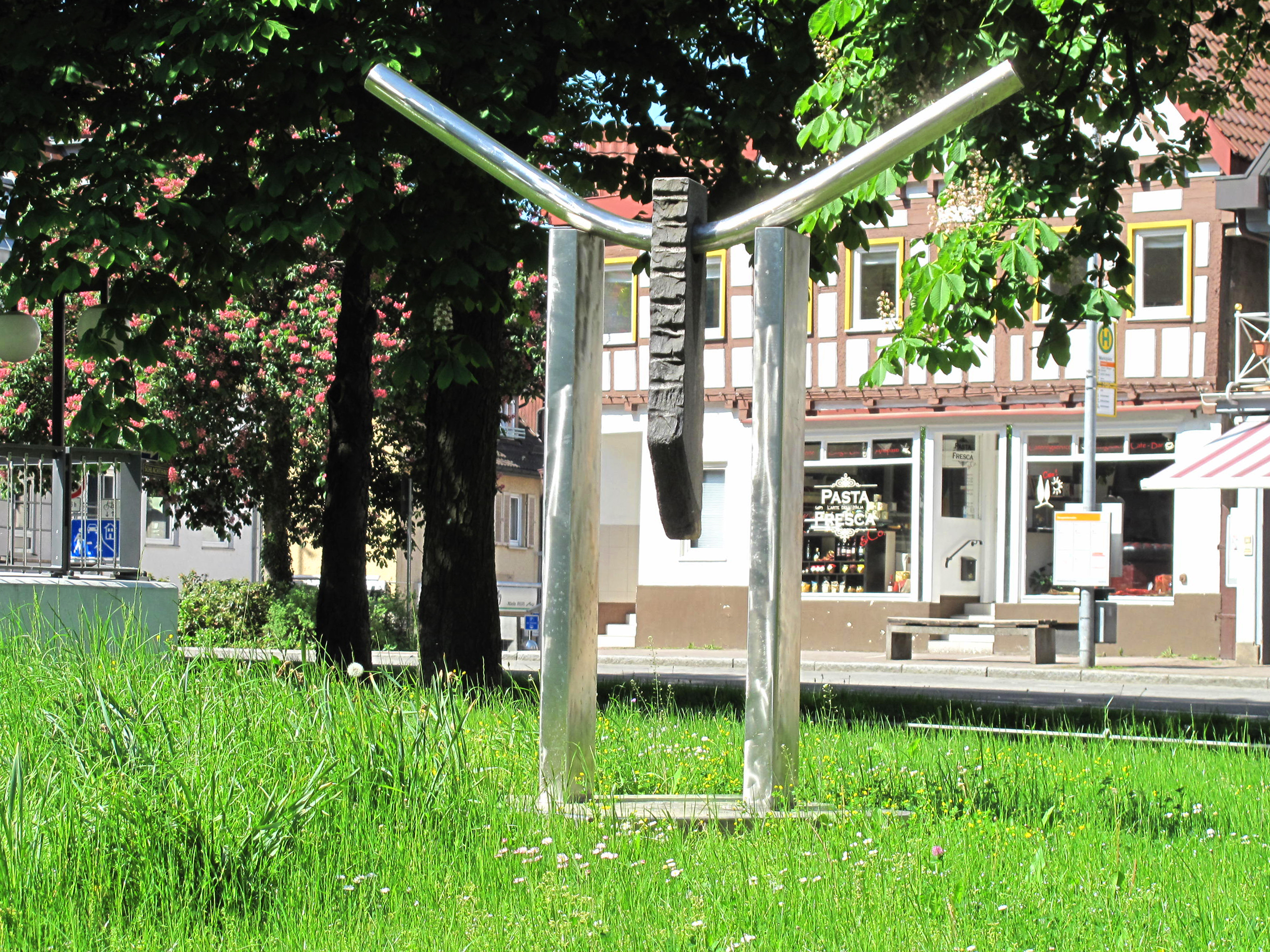
Atlas, 1981
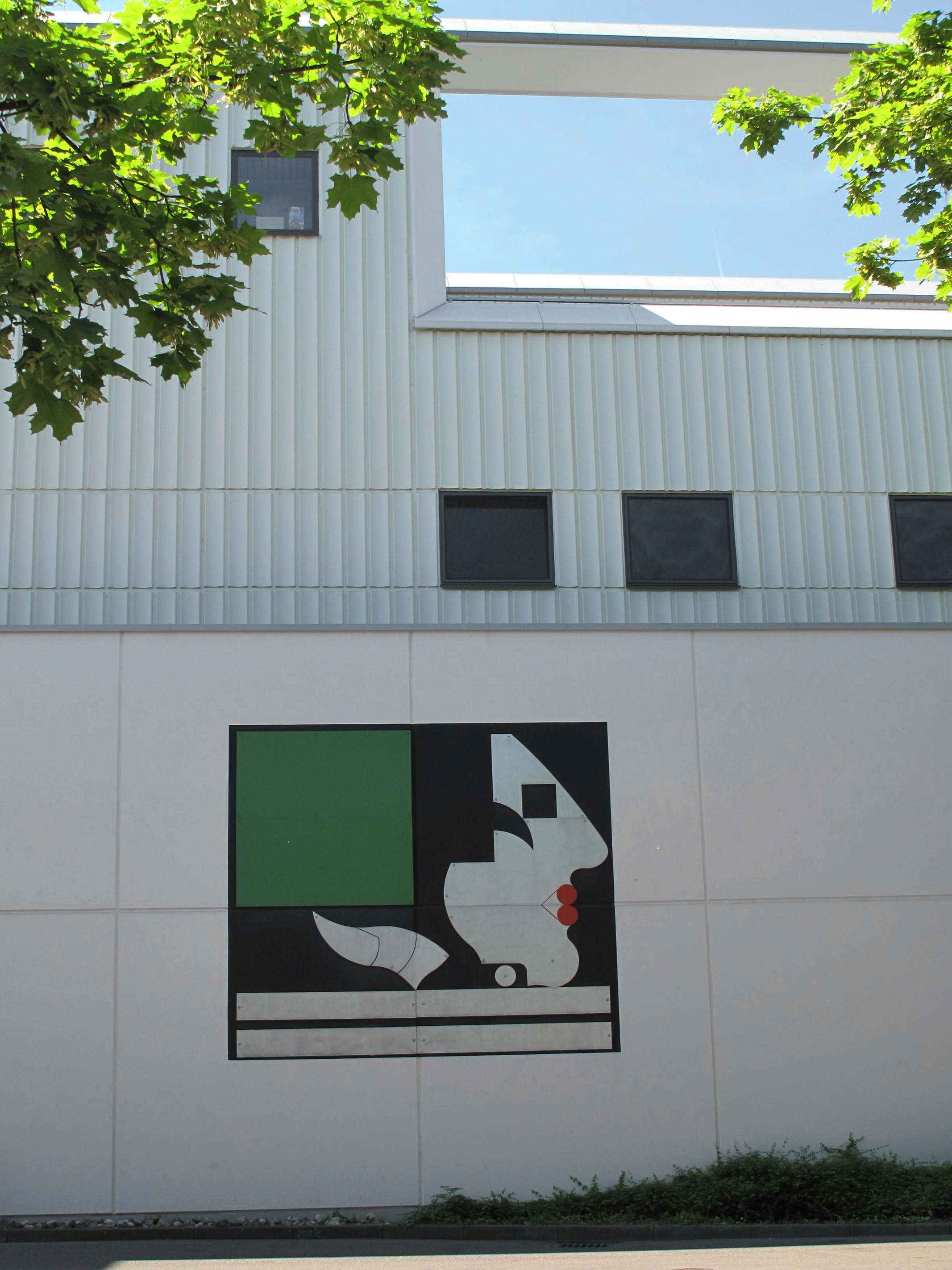
Wandbild, 1978/79
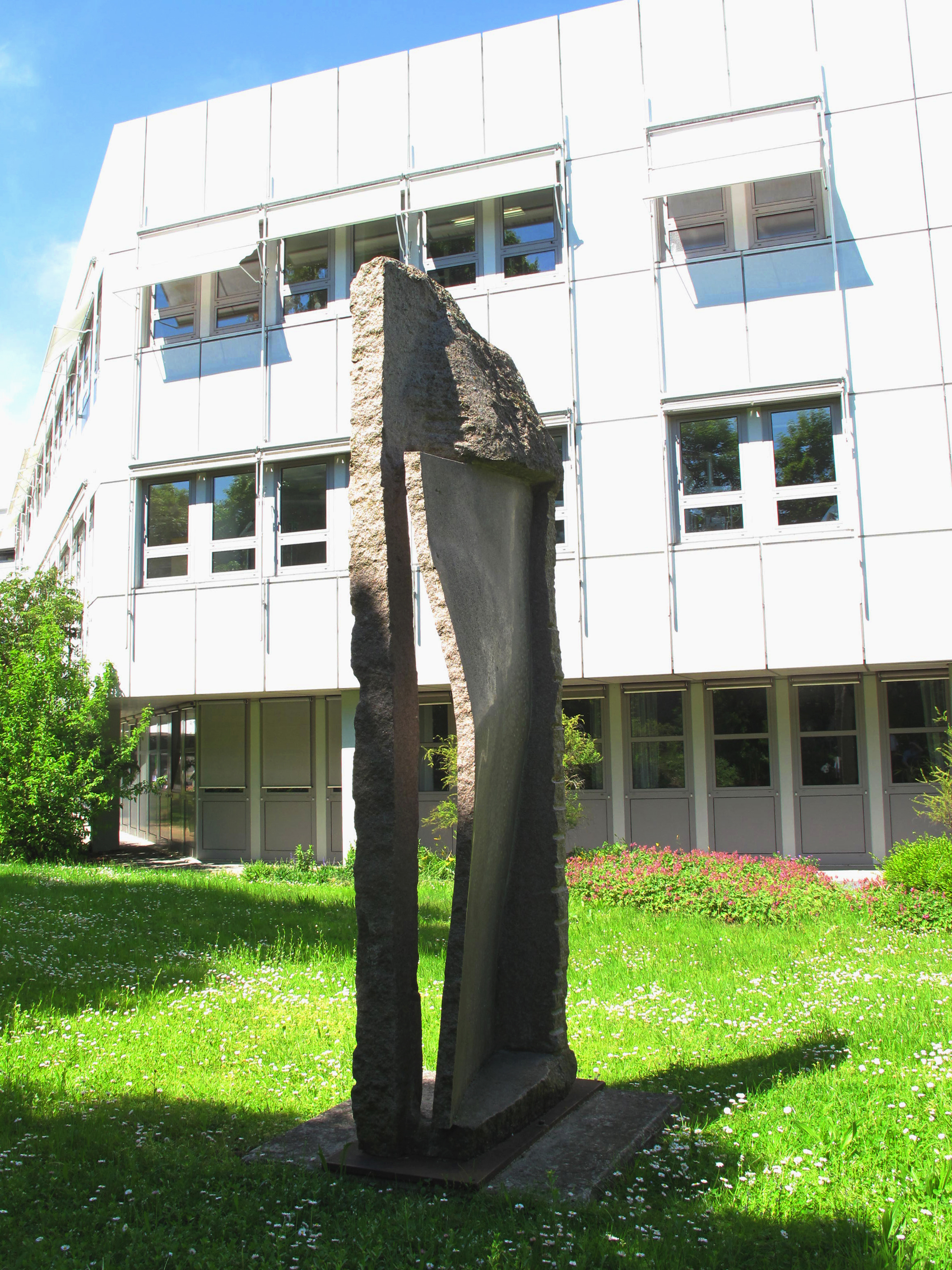
Passage, 1978
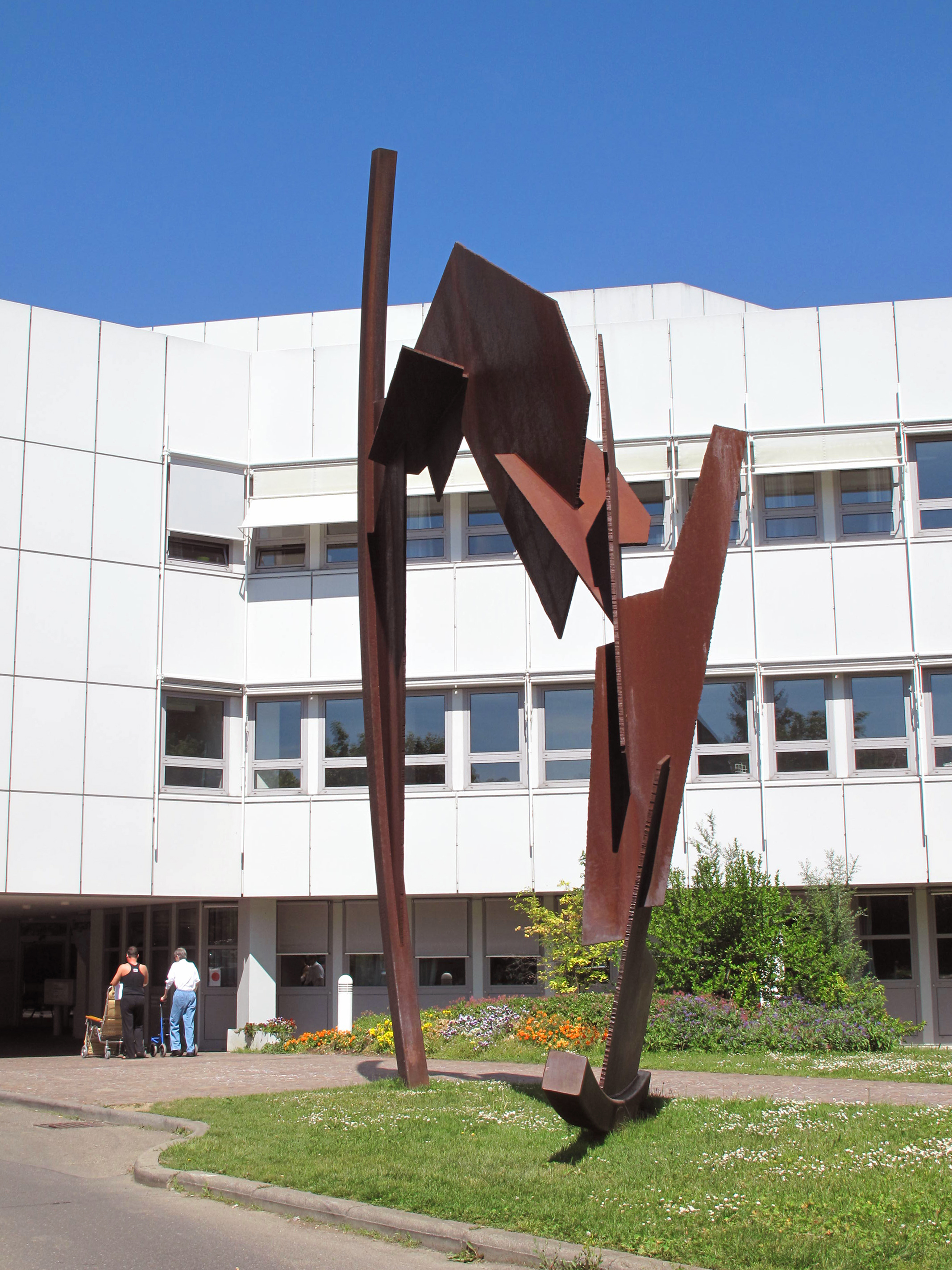
Bewegtes Gefüge, 1989
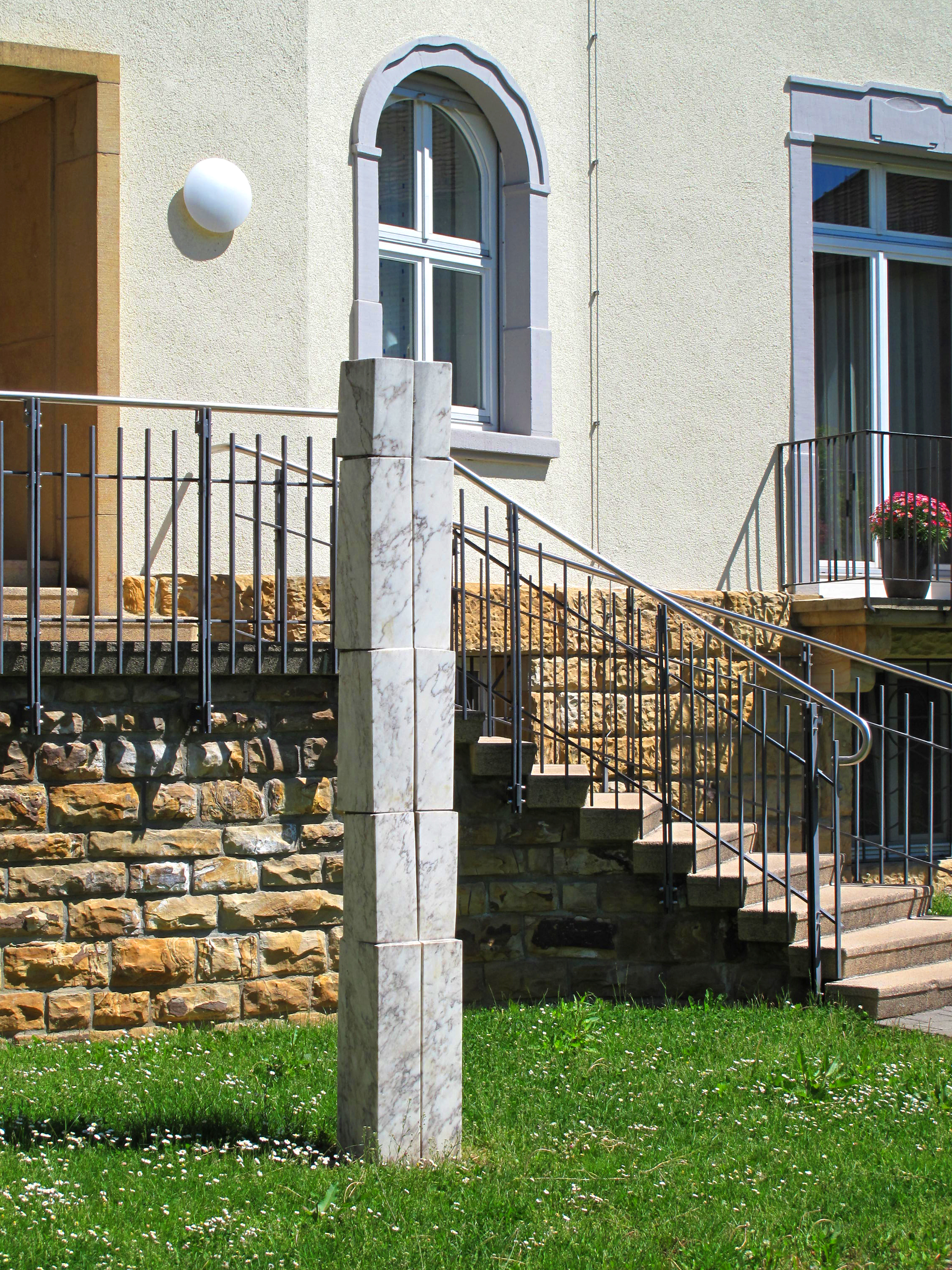
Stufenstele, 1990
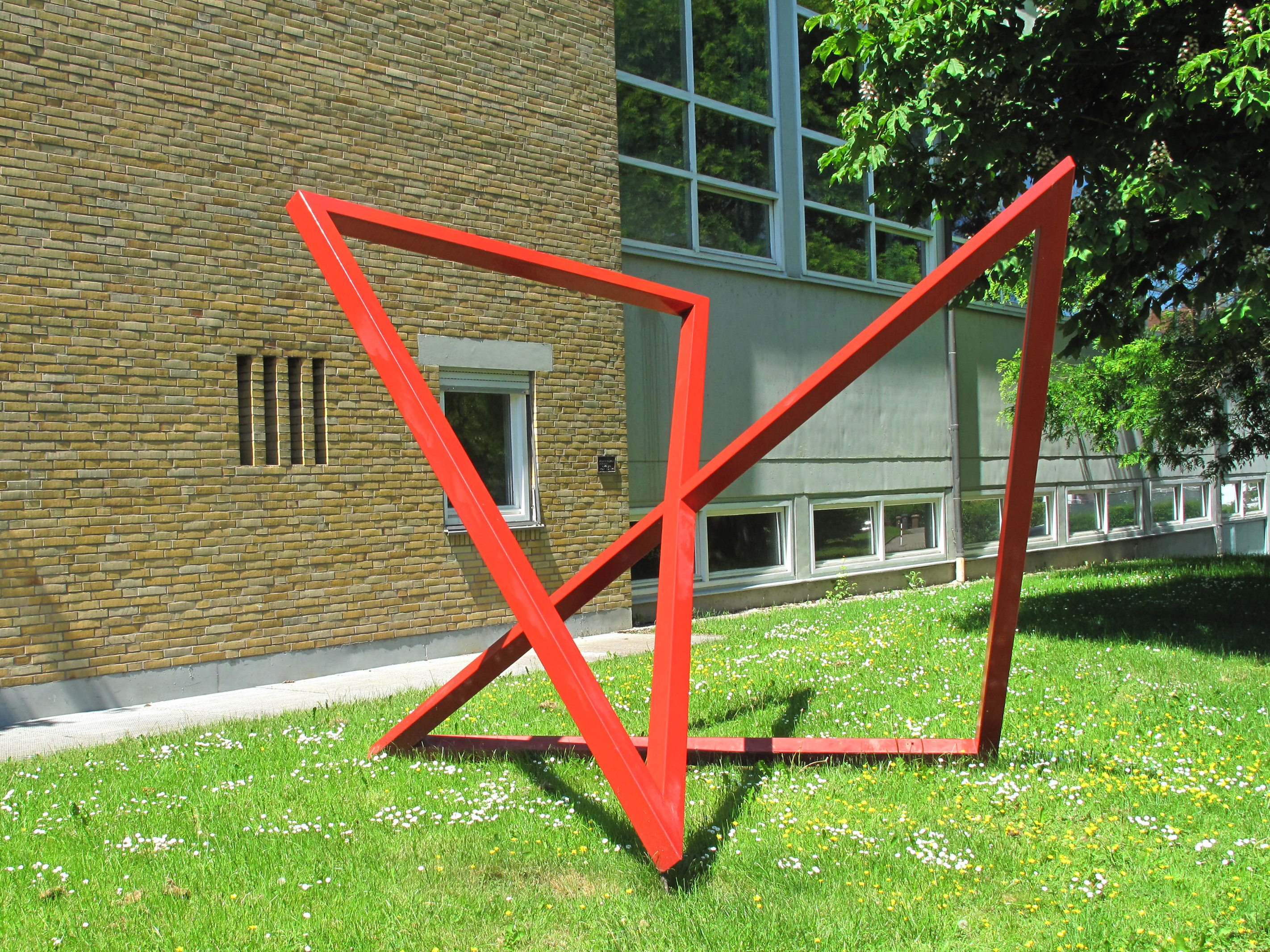
Gegensätze, 1985
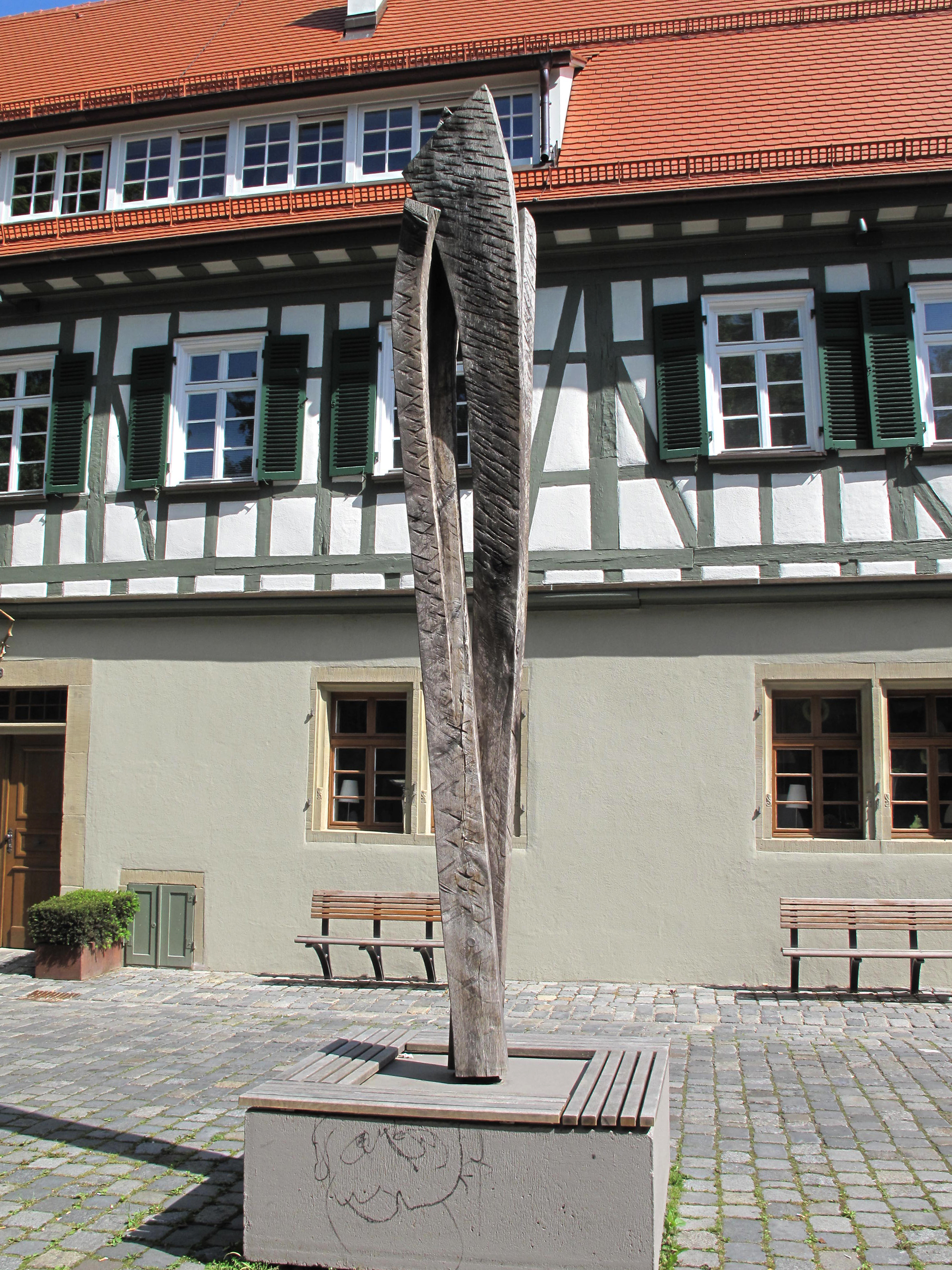
Begegnung, 2005